# Skia
Skia est une bibliothèque logicielle libre graphique d'images vectorielles 2D, écrite en C++.
La bibliothèque a été initialement développée par Skia Inc., puis fut ensuite acquise par Google en 2005, qui l'a placée sous la Licence BSD Modifiée.
Elle est actuellement utilisée au sein de Google Chrome (et Chromium), Google Chrome OS (et Chromium OS), Mozilla Firefox, Firefox OS. On la retrouve également sur le BlackBerry PlayBook, bien que la mesure de son utilisation ne soit pas très claire.
Skia était également l'unique bibliothèque graphique 2D sur Android jusqu'à la version 3.0. Depuis, la libhwui remplace freetype en surcouche de Skia pour la rastérisation du texte dans les canvas. À partir d'Android 4.4, la bibliothèque de rastérisation de polices HarfBuzz est chargée du rendu du texte.
Skia utilise l'accélération du processeur graphique, OpenGL, OpenGL ES (version 1 ou 2), OpenVG ou encore via les instructions SIMD ou ARM NEON pour effectuer la rastérisation.
Elle reconnaît les formats d'images vectorielles tels que le SVG, PostScript, PDF, Adobe Flash (SWF), Adobe Illustrator et Lottie.
Skia est plus comparable à Cairo dans ses fonctionnalités, qu'à d'autres infrastructures de plus haut niveau, comme Qt, qui fournissent leurs propres widgets.